# Liste des guerres du Maroc
 (avril 2025).
Améliorez-le ou discutez des points à vérifier. 
 (avril 2021).
La mise en forme du texte ne suit pas les recommandations de Wikipédia : il faut le « wikifier ».
Les points d'amélioration suivants sont les cas les plus fréquents. Le détail des points à revoir est peut-être précisé sur la page de discussion.
- Les titres sont pré-formatés par le logiciel. Ils ne sont ni en capitales, ni en gras.
- Le texte ne doit pas être écrit en capitales (les noms de famille non plus), ni en gras, ni en italique, ni en « petit »…
- Le gras n'est utilisé que pour surligner le titre de l'article dans l'introduction, une seule fois.
- L'italique est rarement utilisé : mots en langue étrangère, titres d'œuvres, noms de bateaux, etc.
- Les citations ne sont pas en italique mais en corps de texte normal. Elles sont entourées par des guillemets français : « et ».
- Les listes à puces sont à éviter, des paragraphes rédigés étant largement préférés. Les tableaux sont à réserver à la présentation de données structurées (résultats, etc.).
- Les appels de note de bas de page (petits chiffres en exposant, introduits par l'outil «  Source ») sont à placer entre la fin de phrase et le point final[comme ça].
- Les liens internes (vers d'autres articles de Wikipédia) sont à choisir avec parcimonie. Créez des liens vers des articles approfondissant le sujet. Les termes génériques sans rapport avec le sujet sont à éviter, ainsi que les répétitions de liens vers un même terme.
- Les liens externes sont à placer uniquement dans une section « Liens externes », à la fin de l'article. Ces liens sont à choisir avec parcimonie suivant les règles définies. Si un lien sert de source à l'article, son insertion dans le texte est à faire par les notes de bas de page.
- La présentation des références doit suivre les conventions bibliographiques. Il est recommandé d'utiliser les modèles {{Ouvrage}}, {{Chapitre}}, {{Article}}, {{Lien web}} et/ou {{Bibliographie}}. Le mode d'édition visuel peut mettre en forme automatiquement les références.
- Insérer une infobox (cadre d'informations à droite) n'est pas obligatoire pour parachever la mise en page.

Pour une aide détaillée, merci de consulter Aide:Wikification.
Si vous pensez que ces points ont été résolus, vous pouvez retirer ce bandeau et améliorer la mise en forme d'un autre article.
Il s'agit d'une liste de guerres impliquant le Royaume du Maroc et ses États prédécesseurs.

## 1510 – 1912:Empire Chérifien
| Début | Fin  | Nom du conflit              | Belligérants                    | Belligérants                               | Lieu          | Issue |
| Début | Fin  | Nom du conflit              | Alliés (y compris le Maroc)     | Ennemis                                    | Lieu          | Issue |
| ----- | ---- | --------------------------- | ------------------------------- | ------------------------------------------ | ------------- | --- |
| 1541  | 1541 | Chute d'Agadir              | Empire Chérifien                | Empire Portugais                           | Agadir        | Victoire marocaine. Le Maroc annexe Agadir |
| 1558  | 1558 | Bataille de l'Oued-el-Leben | Empire Chérifien                | Empire ottoman - Régence d'Alger           | Fès           | Mohammed al-Shaykh assassiné par les ordres de l'Algérien Hasan Pacha. Hassan Pacha s'enfuit en Algérie                                                      |
| 1576  | 1576 | Bataille d'al-Rukn          | Empire Chérifien                | Empire Chérifien (rebelles) Empire ottoman | Maroc         | Les forces ottomanes conquièrent Fès puis Marrakech. Le prétendant au trône Abd al-Malek assume la domination du Maroc.                                      |
| 1578  | 1578 | Bataille des Trois Rois     | Empire Chérifien Empire ottoman | Empire Portugais                           | Ksar El Kébir | Victoire marocaine décisive. 1580 crise de succession portugaise. L'essor de l'empire Chérifien Marocain. Le Portugal et l'Espagne forment l'Union ibérique. |
| 1591  | 1591 | Bataille de Tondibi         | Empire Chérifien                | Empire Songhaï                             | Sahara        | Victoire marocaine décisive. Effondrement de l'empire Songhaï. Formation du Pashalik marocain de Tombouctou.                                                 |
| 1599  | 1599 | Bataille de Djenné          | Empire Chérifien                | Empire du Mali                             | Sahara        | La victoire Victoire marocaine décisive. Effondrement de l'empire du Mali.                                                                                   |
| 1689  | 1689 | Siège de Larache            | Empire Chérifien                | Empire Espagnol                            | Larache       | Le Maroc annexe Larache |

## 1958 – actuel:Royaume du Maroc
| Début             | Fin              | Nom du conflit                           | Belligérants | Belligérants                                           | Lieu                            | Issue |
| Début             | Fin              | Nom du conflit                           | Alliés (y compris le Maroc) | Ennemis                                                | Lieu                            | Issue |
| ----------------- | ---------------- | ---------------------------------------- | --- | ------------------------------------------------------ | ------------------------------- | --- |
| 23 octobre 1957   | 2 avril 1958     | Guerre d'Ifni                            | Maroc | Espagne - Ifni - Sahara espagnol France                | Sidi Ifni, Sahara occidental    | Défaite défensive espagnole. L'Espagne cède la majeure partie d'Ifni au Maroc,. Fin du protectorat espagnol au Maroc. |
| 25 septembre 1963 | 20 février 1964  | Guerre des Sables                        | Maroc | Algérie Support: République arabe unie                 | Tindouf, Figuig                 | Impasse. La fermeture de la frontière sud de Figuig. |
| 6 octobre 1973    | 25 octobre 1973  | Guerre du Kippour                        | Union des Républiques arabes - République arabe d'Égypte - République arabe Syrienne Irak Jordan Algérie Maroc Arabie saoudite Cuba Corée du Nord | Israël                                                 | Canal de Suez, Plateau du Golan | Défaite (gains politiques stratégiques) L'invasion syrienne repoussée, la troisième armée égyptienne encerclée; Cessez-le-feu de l'ONU Traité de paix Égypte-Israël |
| 1975              | 1975             | Marche verte                             | Maroc | Espagne - Sahara espagnol                              | Sahara occidental               | L'Espagne quitte le territoire |
| 30 octobre 1975   | 6 septembre 1991 | Guerre du Sahara occidental              | Maroc Mauritania (1975–1979) France (1977–1978) Support: Arabie saoudite États-Unis                                                               | RASD - Front Polisario Algérie Support: Libye          | Sahara occidental               | Impasse Retrait espagnol sous les accords de Madrid (1976) Retrait mauritanien et retrait des revendications territoriales Impasse militaire Accord de cessez-le-feu entre le Front Polisario et le Maroc (1991) Le Maroc contrôle 75% du Sahara occidental, le Front Polisario contrôle 25% |
| 1978              | 1978             | Deuxième guerre du Shaba                 | - Zaïre - France - Belgique - Maroc - États-Unis                                                                                                  | Front national de libération du Congo                  | Katanga, Zaïre                  | Victoire des troupes gouvernementales zaïroises et leurs alliés |
| 1990              | 1991             | Guerre du Golfe                          | Koweït États-Unis Royaume-Uni Arabie saoudite France Canada Égypte Syrie Maroc Oman Qatar Australie                                               | Irak                                                   | Irak, Koweït                    | Retrait iraquien du Koweït; L'émir Jaber Al-Ahmad Al-Jaber Al-Sabah restauré De lourdes pertes et la destruction des infrastructures iraquiennes et koweïtiennes |
| 2002              | actuel           | Insurrection au Maghreb arabe            | Maroc Algérie Tunisie Libye Mauritanie Mali Niger Tchad France Support: États-Unis Royaume-Uni                                                    | Al-Qaïda au Maghreb islamique                          | Maghreb arabe                   | En cours: Les islamistes s'emparent du nord du Mali Les islamistes s'emparent du territoire libyen à la suite de la guerre civile libyenne |
| 2015              | actuel           | Opération Tempête décisive               | Gouvernement Hadi Arabie saoudite Émirats arabes unis Sénégal Soudan Qatar Bahreïn Koweït Jordan Maroc Égypte France                              | Comité révolutionnaire - Houthis - Loyalistes de Saleh | Yémen                           | En cours: Les Houthis dissolvent le gouvernement yéménite. Les Houthis prennent le contrôle du nord du Yémen. |
| 2020              | actuel           | Combats au Sahara Occidental depuis 2020 | Maroc | RASD - Front Polisario Support: Algérie                | Sahara occidental               | En cours Le Maroc sécurise le poste frontalier de Guerguerat. |